# Resolución 2049 del Consejo de Seguridad de las Naciones Unidas
La resolución del Consejo de Seguridad de las Naciones Unidas 2049, aprobada unánimemente el 7 de junio de 2012, prorroga el mandato del grupo de expertos monitoreando las sanciones en contra de Irán